# Бран Старий
Бран Старий (валл. Bran Hen), також відомий як Бран ап Дівнуал (валл. Bran ab Dyfnwal, нар. в 485 році) —  король Брінейха з 510 року.

## Біографія
В історичних джерелах (наприклад, в «Харлеанській генеалогії») Бран називається старшим сином правителя Брінейха Дівнуала Лисого.
Після смерті короля Дівнуала його сини Бран Старий і Кінгар розділили Брінейх між собою. Йому підпорядковувався вождь англосаксів Еоппа, а потім його син Іда.
Вважається, що Кінгар помер раніше, ніж Бран. Коли ж Бран помер, то королем став малолітній син Кінгара Моркант Фулх, якому було близько семи років.